# Rue des Capucines (Paris)
Pour les articles homonymes, voir Rue des Capucines.
La rue des Capucines est une voie des 1er et 2e arrondissement de Paris.

## Situation et accès
Ce site est desservi par les stations de métro Madeleine et Opéra.

## Origine du nom
La rue des Capucines tire son nom du couvent des Capucines, le long duquel elle a été ouverte.

## Historique
Cette rue est ouverte en vertu d'un arrêté du 5 juin 1700, pour prolonger la rue Neuve-des-Petits-Champs :
« Ordonne Sa Majesté, pour faciliter aux bourgeois et habitants de ces quartiers la communication des Cours pour leur servir de promenade et de commodité par rapport aux issues du Cours, que la « rue Neuve-des-Petits-Champs » sera continuée en droite ligne de la même largeur, depuis l'encoignure du couvent des religieuses capucines jusqu'à la rencontre du Cours, suivant le plan qui en a été dressé par les Prévôt des marchands et échevins de ladite ville. Fait au Conseil d'État du Moi. Sa Majesté y étant, à Versailles, le 5e jour de juin 1700. Signé Phélipeaux. »

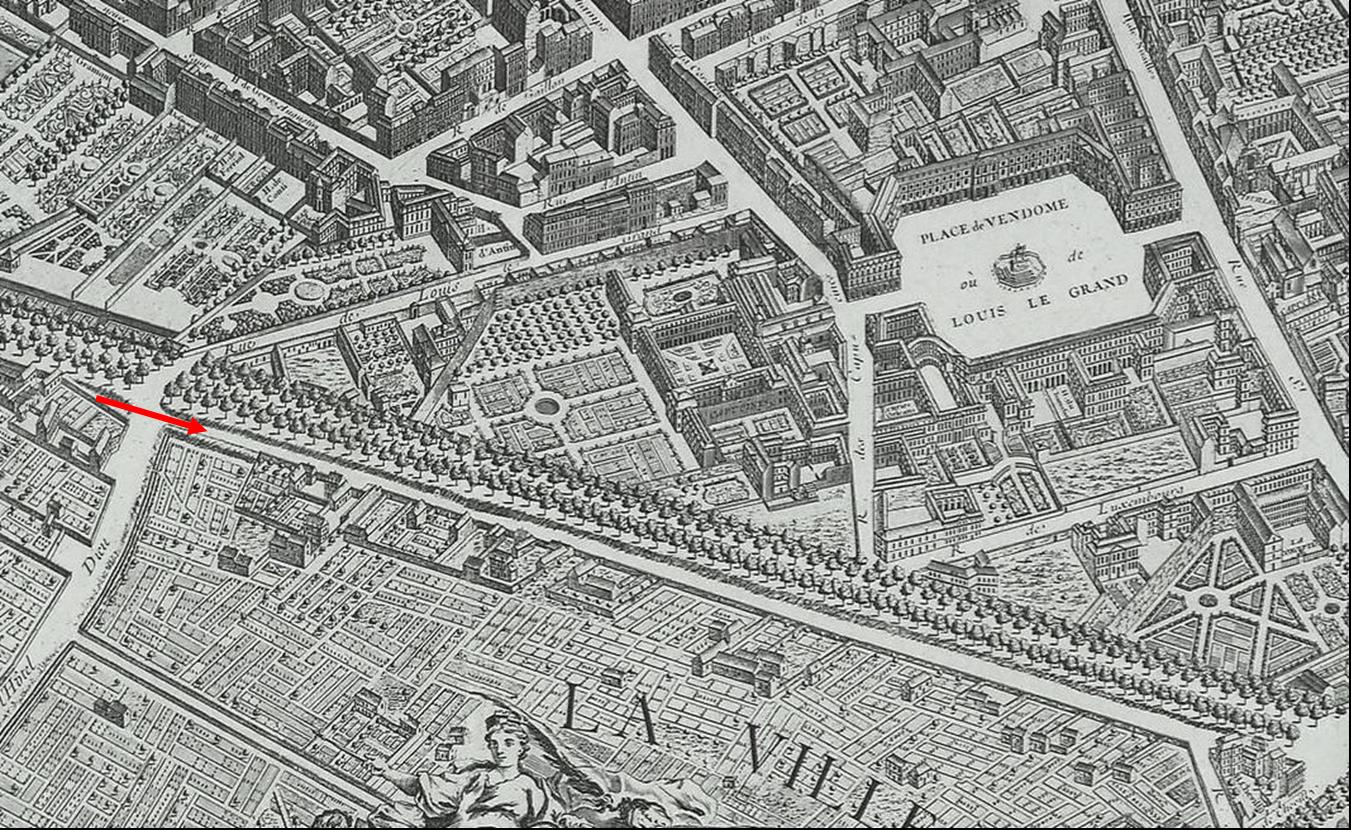
La rue des Capucines sur le plan de Turgot (1739), vue d'ouest en est.

Ce prolongement de la rue Neuve-des-Petits-Champs reçut quelque temps après le nom de « rue Neuve-des-Capucines, » en raison du couvent des Capucines, dont les bâtiments longeaient une partie du côté droit de cette voie. 
Durant les Trois Glorieuses, la voie fut le théâtre d'affrontement entre les insurgés et la troupe.
Il a conservé ce nom jusqu'en 1881, date à laquelle il a été rebaptisé sous son nom actuel.
Le 7 août 1918, durant la première Guerre mondiale, un obus lancé par la Grosse Bertha explose au no 5 rue des Capucines.

## Bâtiments remarquables, et lieux de mémoire

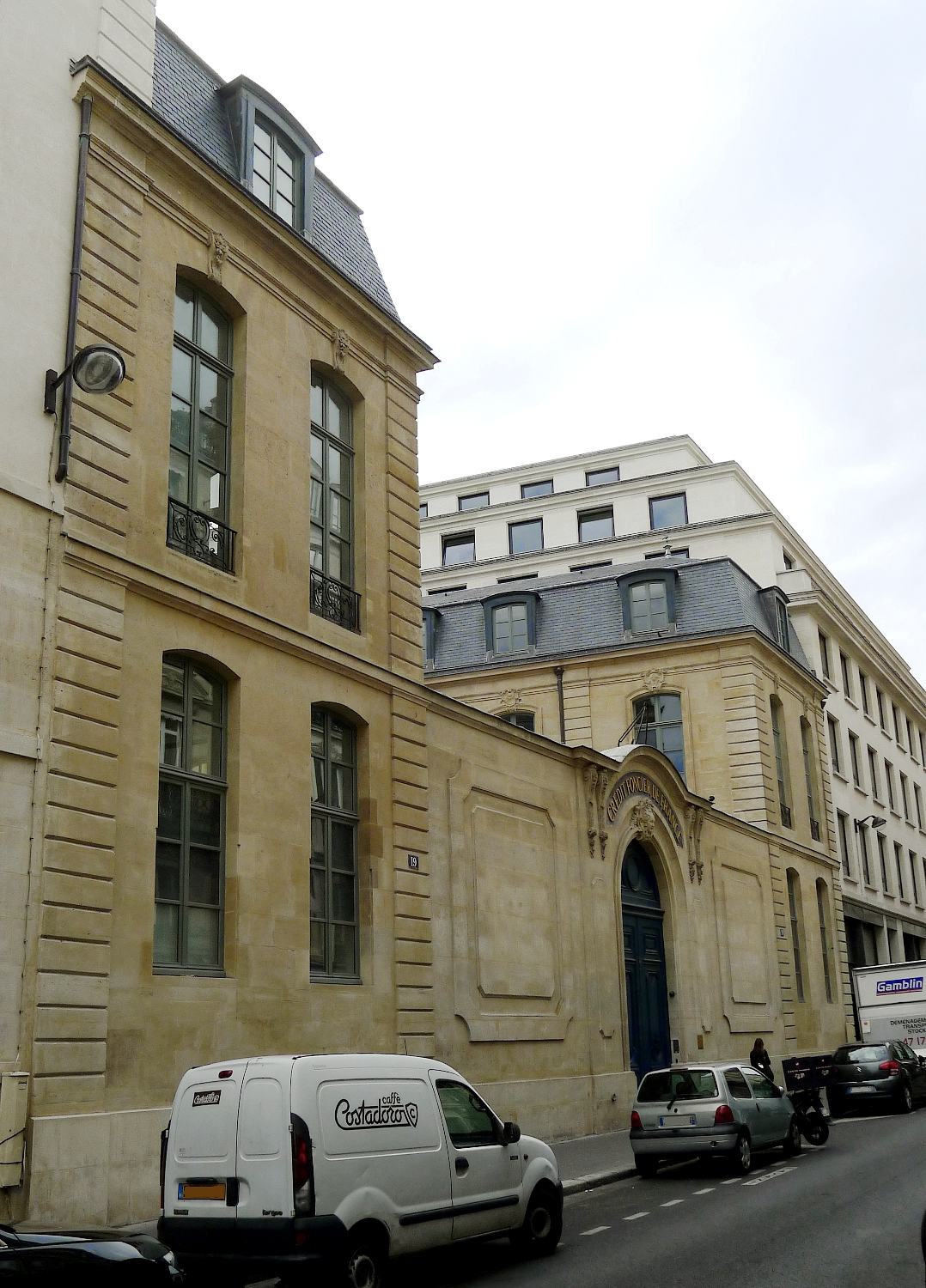
Immeuble au no 19, ancien hôtel Castanier (Crédit foncier de France).

- No 4 : emplacement, en 1854, de la première boutique et de la maison de Louis Vuitton (1821-1892) que celui-ci revend en 1871 du fait des ravages de la guerre[Lesquels ?] pour s'installer rue Scribe.
Dans l'entre-deux-guerres, la Société des Amis de la Russie nationale y avait son siège.
- No 7 : emplacement des anciennes écuries de la princesse Louise-Marie-Adélaïde d'Orléans.
- Nos 8 à 12 : emplacement d'un ancien hôtel particulier (1707, Robert de Cotte architecte), démoli en partie en 1854, qui était attenant au couvent et dont les jardins s'étendaient jusqu'au boulevard. Propriété du directeur de la compagnie de Saint-Domingue nommé Legendre d'Armini, il passe en 1713 à son beau-frère Antoine Crozat et sera par la suite plusieurs fois revendu.
La municipalité de Paris en prend possession en 1789 et l'affecte comme logement de fonction à Bailly (1736-1793), premier maire de Paris (1789-1791), puis à son successeur Pétion (1756-1794) qui partira s'installer dans l'île de la Cité, quai des Orfèvres le 7 mai 1792[2].
- No 9 : lieu de décès de l'ingénieur et Lieutenant général Pierre-Dominique Bazaine (1786-1838)[3].
- No 13 bis : Siège, en 1830, du bureau du recueil de la Société libre des beaux-arts et de l'industrie de Paris.
- No 15 : hôtel Des Vieux (1726, Michel Tannevot, architecte), construit pour le fermier général Des Vieux, ancien co-directeur de la compagnie des Indes, acquis par le Crédit foncier de France en 1858[2].

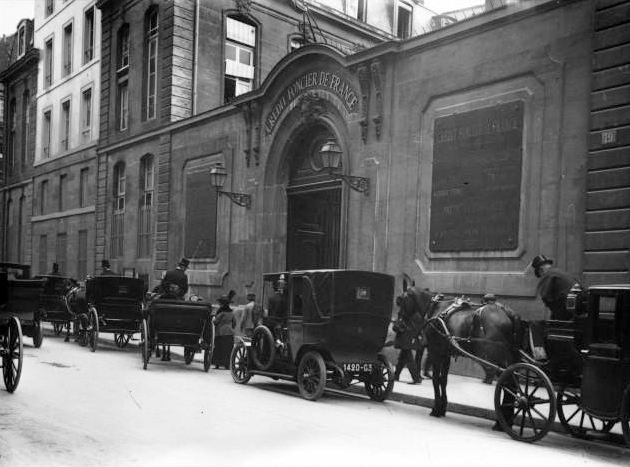
19, rue des Capucines en 1913 (Crédit foncier de France).

- Nos 17 et 19 : hôtel Castanier (1726, Michel Tannevot, architecte) construit pour François Castagnier, également co-directeur de la compagnie des Indes (de 1720 à 1759), comme son voisin Des Vieux (voir no 15). Il a été acquis par le Crédit foncier de France en 1854[2].
- No 20 : emplacement, en 1932, de la première boutique de Nina Ricci, qui quitte les lieux en 1979 pour s'installer avenue Montaigne.
- Nos 22-24 faisant angle avec le 43, boulevard des Capucines : immeuble (milieu du XIXe siècle) construit à l'emplacement de l'ancien hôtel de la Colonnade, qui fut affecté en 1793 à Bonaparte, lorsqu'il fut nommé général commandant l'armée de l'Intérieur. C'était son domicile lorsqu'il se maria en 1796.
Cet hôtel appartint en 1807 au maréchal Berthier, prince de Wagram et prit alors le nom d'hôtel de Wagram. L'empereur d'Autriche y logea en 1814-1815. De 1820 à 1856, l'hôtel est le siège du ministère des Affaires Étrangères.
Ce fut devant l'entrée du personnel, au no 24, que tomba Stendhal frappé d'apoplexie, le 22 mars 1842.

Emplacements non localisés
- Le révolutionnaire Gracchus Babeuf habita cette rue.
- Joseph François Dupleix, gouverneur général de la Compagnie des Indes, y mourut dans la pauvreté.

## Pour approfondir